# Klasyfikacja TNM
Klasyfikacja TNM – system służący do określania stopnia zaawansowania klinicznego nowotworu.

## Definicja
W celu precyzyjnego określenia stopnia zaawansowania nowotworów złośliwych, od którego zależy między innymi określenie metod leczenia i rokowania, stworzono jednolity system oceny zaawansowania anatomicznego choroby (ang. staging).
System ten składa się z dwóch części:
1. klasyfikacji TNM, której nazwa pochodzi od pierwszych liter słów angielskich: tumour – guz (pierwotny), node – węzeł (chłonny), metastasis – przerzut (odległy). W oparciu o długoletnie badania przeżywalności, na podstawie tych trzech parametrów określanych w skali rangowej dla kilkudziesięciu lokalizacji narządowych i rodzajów histologicznych nowotworów, wyznacza się:
2. ogólny stopień zaawansowania choroby nowotworowej. Wyznaczenie go w sposób globalny określa rokowanie (niezależnie od lokalizacji i rodzaju nowotworu) – umożliwia to porównawcze badania epidemiologiczne nad skutecznością wczesnego wykrywania nowotworów. Są cztery stopnie zaawansowania choroby.

W oparciu o klasyfikację TNM wyznacza się optymalny sposób leczenia dla poszczególnych typów i lokalizacji nowotworów oraz prowadzi się badania naukowe nad skutecznością nowo wprowadzanych leków, czasem przeżycia pacjenta, częstością wznów itp.
System TNM bywa uzupełniany czwartą literą G (ang. grading) opisujący inwazyjność (agresywność, dynamikę) rozwoju nowotworu złośliwego u danego pacjenta, w oparciu o kryteria złośliwości histologicznej. Niekiedy ocena inwazyjności (stopnia złośliwości) stanowi oddzielną, trzecią część systemu oceny nowotworu.

## TNM
- Tumor – wielkość guza pierwotnego

- Tx – nie można ocenić ogniska pierwotnego
- T0 – brak dowodów na istnienie guza pierwotnego
- Tis – rak in situ, a zatem taki, który nie mógł spowodować przerzutów
- T1, T2, T3, T4 – kolejne stopnie rozwoju pierwotnego ogniska nowotworu, zazwyczaj im większa liczba, tym guz jest większy lub zajmuje więcej okolicznych struktur

- Nodules – przerzuty w węzłach chłonnych

- Nx – nie można ocenić
- N0 – węzły chłonne bez przerzutów
- N1, N2, N3 – przerzuty do węzłów chłonnych coraz odleglejszych od guza pierwotnego

- Metastases – przerzuty odległe (narządowe)

- Mx – nie można ocenić
- M0 – brak przerzutów odległych
- M1 – występują przerzuty odległe

Rozróżnienie przerzutów do węzłów chłonnych (N) i przerzutów narządowych (M) wynika z innej biologii rozwoju i rozsiewu choroby nowotworowej, zwłaszcza w odniesieniu do raków.

### Dodatkowe oznaczenia
Niezależnie od tego klasyfikacja TNM zawiera dodatkowe oznaczenia określające:
- sposób oceny (metodę diagnostyczną):

- c (ang. clinical) – ocena metodami klinicznymi
- (i) (ang. image) – ocena metodami diagnostyki obrazowej
- s (ang. surgical) – ocena śródoperacyjna
- p (ang. pathological) – ocena narządu potwierdzona przez patologa
- a (ang. autopsy) – ocena pośmiertna dokonana przez anatomopatologa
- y – dodatkowa litera dla przypadków, w których zastosowano leczenie (tzn. przed zabiegiem chirurgicznym zastosowano chemioterapię lub radioterapię).

- C (ang. certainty) – wiarygodność oceny w skali od 1 do 4, która zastępuje wyżej podane przedrostki c, s, p, i a
- L (ang. lymphatics) – obecność (1) lub brak (0) zatorów nowotworowych w naczyniach chłonnych
- V (ang. veins) – obecność (1) lub brak (0) zatorów nowotworowych w żyłach
- R (ang. resection) – czy nowotwór został usunięty radykalnie: resekcja w granicach zdrowych tkanek potwierdzona mikroskopowo (0), resekcja niekompletna widoczna mikroskopowo (1), resekcja niekompletna widoczna makroskopowo (2)

W praktyce klinicznej spotyka się tylko oznaczenie „p”. Między klasyfikacją TNM a pTNM występują subtelne różnice.

## Przykłady
Przykładowy zapis pT2 pN1 cM0
dla raka sutka oznacza: guz pierwotny o wielkości 2 do 5 cm (oceniony przez patologa), zajęte węzły pachowe (ocenione przez patologa), brak przerzutów odległych (określone metodami klinicznymi),
dla raka tarczycy oznacza: guz pierwotny o wielkości 1 do 4 cm (oceniony przez patologa), zajęte węzły chłonne szyjne po tej samej stronie (pN1a) albo po obu stronach (pN1b) (ocenione przez patologa), brak przerzutów odległych (określone metodami klinicznymi).
Tak jak w powyższych przykładach, należy zwrócić uwagę, że dla każdego nowotworu klasyfikacja TNM będzie wyglądała zupełnie inaczej, ze względu na odmienne warunki anatomiczne oraz inną dynamikę rozwoju. Dlatego dla różnych guzów wprowadza się różnego rodzaju modyfikacje (zwykle dodawanie po cyfrze oznaczającej stopień zaawansowania dodatkowych podkategorii a lub b), na przykład w czerniaku M1a oznacza przerzuty w skórze, tkance podskórnej lub odległych węzłach chłonnych, a z kolei M1b oznacza obecność przerzutów w narządach wewnętrznych.

## Zaawansowanie choroby nowotworowej
Skala rangowa zaawansowania choroby nowotworowej jest czterostopniowa:
- I – nowotwory w najwcześniejszej fazie rozwoju (przeżycie pięcioletnie od 75 do 100% leczonych chorych)
- II – nowotwory w początkowej fazie rozwoju (przeżycie pięcioletnie od 50 do 75% leczonych chorych)
- III – nowotwory zaawansowane (przeżycie pięcioletnie od 25 do 50% leczonych chorych)
- IV – nowotwory bardzo zaawansowane, o złym rokowaniu (przeżycie pięcioletnie do 25% leczonych chorych)

Sposób przeliczenia parametrów TNM na stopień zaawansowania choroby nowotworowej określają specjalne tabele (inne dla każdej lokalizacji i typu histologicznego guza). Wynika to z faktu, że niektóre rodzaje nowotworów mają odmienną biologię (są mniej lub bardziej agresywne i charakteryzują się różną szybkością rozwoju). Przykładowo górną granicą guza T1 dla sutka jest średnica 2 cm, a guzów tkanek miękkich 5 cm.

## Historia systemu TNM i zasady jego opracowywania
Ideę systemu TNM opracował w latach 1943–1952 francuski chirurg Pierre Denoix (1912–1990). W 1950 roku Międzynarodowa Unia Walki z Rakiem (Union internationale contre le cancer – UICC) powołała komitet roboczy ds. statystyki i nazewnictwa nowotworów, która zaczęła współdziałać ze Światową Organizacją Zdrowia. Wypracowane zasady klasyfikacji TNM z zaleceniem ich stosowania na całym świecie opublikowano po raz pierwszy w 1958 roku (początkowo tylko dla raków sutka i krtani). Obecnie ustalaniem klasyfikacji TNM i tabel zaawansowania choroby nowotworowej zajmują się międzynarodowe grupy ekspertów, pracujące pod patronatem: Międzynarodowej Unii Walki z Rakiem, Amerykańskiego Wspólnego Komitetu ds. Raka (American Joint Committee on Cancer – AJCC), Światowej Organizacji Zdrowia, Międzynarodowej Federacji Ginekologii i Położnictwa (International Federation of Gynecology and Obstetrics – FIGO) oraz Międzynarodowego Towarzystwa Onkologii Pediatrycznej (Société internationale d'oncologie pédiatrique – SIOP). Są one co kilka lat uaktualniane zgodnie z postępami w zakresie diagnostyki i leczenia chorób nowotworowych.